# Santa Isabel (Insel)
Santa Isabel (ehemals auch Ysabel) ist eine Insel der Provinz Isabel des pazifischen Inselstaats der Salomonen. Sie liegt zwischen den Inseln Choiseul und Malaita und grenzt südwestlich an den New-Georgia-Archipel.
Die dicht bewaldete Insel ist vulkanischen Ursprungs und gehört zur Inselkette der südlichen Salomon-Inseln. Die längliche, knapp 3000 km² große Insel erstreckt sich von Norden nach Südosten über eine Länge von 200 Kilometern, ist aber im Schnitt nur 22 Kilometer breit.
Hauptort ist Buala, gelegen an der Küste im Südosten der Insel.
Santa Isabel gehörte, wie die Nachbarinseln der Provinz und Choiseul, von 1886 bis zum Samoa-Vertrag zum deutschen Kolonialreich im Pazifik. 1899 ging sie an Großbritannien. 

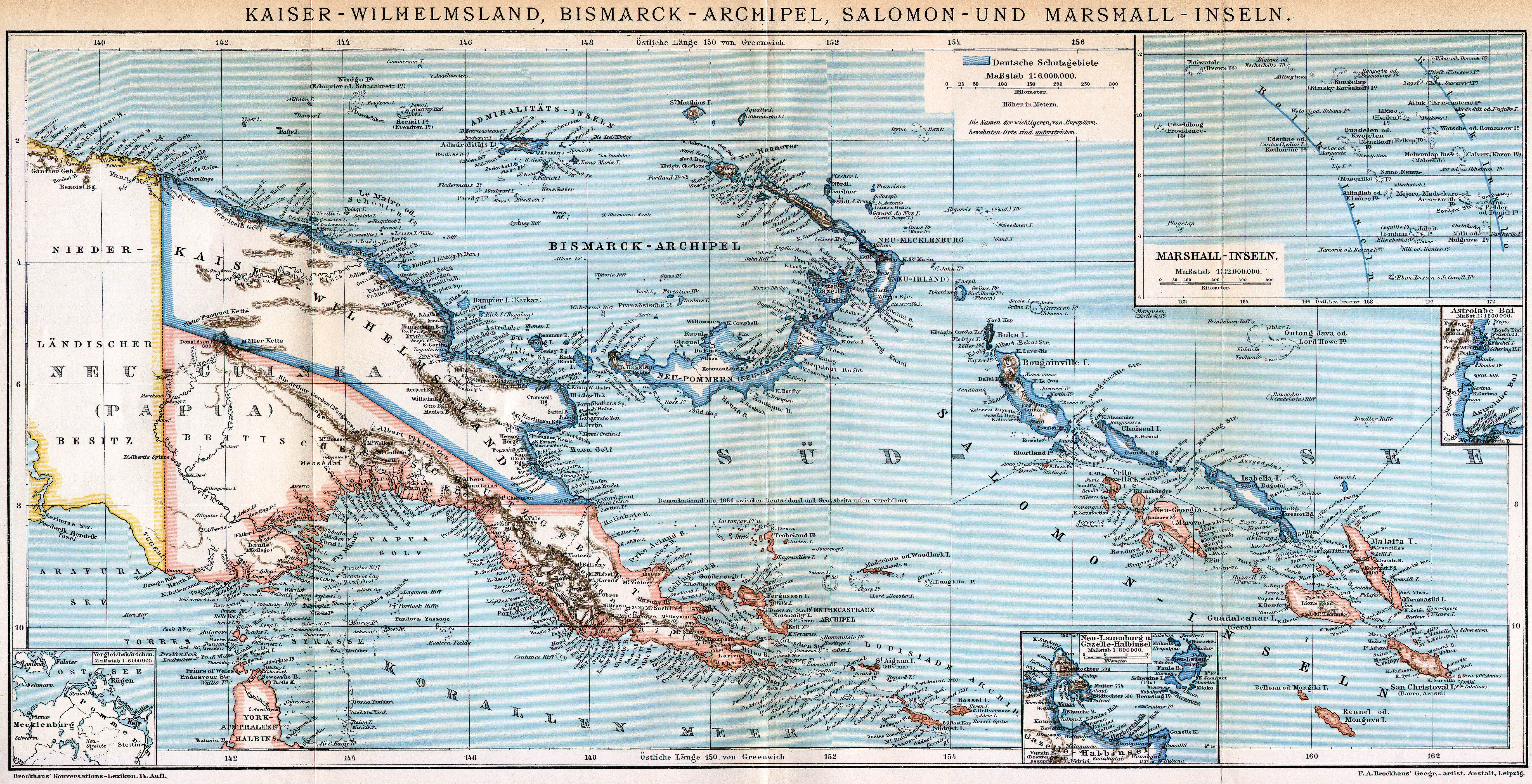
Auf der Karte von 1894/96 sind Isabel und Choiseul noch als Teil von Deutsch-Neuguinea dargestellt.